# 李緯
李 緯（り い、504年 - 549年）は、北魏から東魏にかけての官人・武人。字は乾経。本貫は趙郡柏人県。

## 経歴
李遵の子として生まれた。はじめ征東法曹参軍となった。後に奉車都尉に任じられ、寧遠将軍の号を加えられた。永熙年間、広陵王元欣の下で大司馬録事参軍をつとめた。元欣の大司馬府が解散すると、李緯は郷里に帰った。東魏の孝静帝に召されて冠軍将軍・中散大夫の位を受けた。興和年間、高歓の甥の高永楽が済州刺史となると、賓客として待遇された。高永楽が死去すると、李緯は葬列を送って鄴に帰った。南朝梁の武帝が東魏に遣使してくると、李緯は侍中の李神儁に推挙されて尚書南主客郎となり、前後して18人の梁使を接待した。高澄が吏部尚書を兼ねると、李緯は推挙されて司徒諮議参軍となった。まもなく征虜将軍の号を加えられた。547年（武定5年）、散騎常侍を兼ね、梁への使者に立った。548年（武定6年）、太尉の高岳が潁川の王思政を攻撃すると、李緯はその下で大都督司馬となった。凱旋すると、太子家令に任じられた。549年（武定7年）8月、死去した。享年は46。北斉が建てられると、平東将軍・北徐州刺史の位を追贈された。諡は文といった。

## 伝記資料
- 『魏書』巻49 列伝第37
- 『北史』巻33 列伝第21